# Musée Amon Carter
Le musée Amon Carter est un musée américain, fondé en 1961, situé à Fort Worth au Texas, dans le quartier culturel de la ville. La collection permanente du musée comprend des peintures, des photographies, des sculptures et des œuvres sur papier d' artistes ayant œuvré aux Etats-Unis et dans les territoires d'Amérique du Nord au dix-neuvième et vingtième siècles. La majeure partie des œuvres se situe dans la période des années 1820 à 1940. Des photographies, des imprimés et d'autres œuvres sur papier réalisées jusqu'à nos jours sont aussi un point fort des collections du musée.
La collection est particulièrement centrée sur des représentations de la conquête de l'Ouest par Frederic Remington et Charles M. Russell, œuvres dépeignant la découverte et la colonisation du continent nord-américain au dix-neuvième siècle, et des chefs-d’œuvre emblématiques des époques charnières de l'histoire de l'art américain. La "palette complète" de la photographie américaine est documentée à travers 45 000 tirages d'exposition, datant des origines de ce média à aujourd'hui. Une sélection tournante des œuvres de la collection permanente est visible tout au long de l'année durant les heures de visite et plusieurs centaines de ces œuvres peuvent être consultées en ligne en utilisant l'onglet collection du site officiel du musée. L'entrée au musée pour toutes les expositions, y compris temporaires, est gratuite.
Le Musée d'Art Américain Amon Carter a ouvert en 1961 sous le nom de Musée d'Art Occidental Amon Carter. La collection originelle du musée constituée de plus de 300 œuvres de Frederic Remington et Charles M. Russell a été rassemblée par le philanthrope et éditeur du presse de Fort Worth Amon G. Carter Sr (1879-1955). Carter a passé les dix dernières années de sa vie à préparer les aspects légaux, financiers et philosophiques de la création du musée.

## Architecture
L'éditeur Amon G. Carter (1879-1955) et l'architecte Philip Johnson (1906-2005), ont créé le musée pour recevoir une collection exceptionnelle d'art américain.
Avec le musée Carter, Johnson a créé une conception simple qui a combiné la chaleur et la richesse du bronze avec la surface couleur crème et complexe du « shellstone » local du Texas (pierre à coquillages). Le bâtiment est adossé sur la pointe de la parcelle à l'ouest, la façade Est du musée fait face à une place en terrasse : aujourd'hui, la vue donne sur les gratte-ciels du Downtown et domine en contrebas successivement le musée d'art Kimbell et le musée d'art moderne d'où émerge la sculpture Vortex de R. Serra.
Abrité par le portique en arche, la paroi frontale du musée se compose d'un rideau vitré en double hauteur avec les meneaux en bronze. Johnson a écrit que ce mur rideau sépare « l'art de la ville, le frais du chaud, le paisible de l'activité, le distillateur du venteux. » L'entrée principale mène directement dans le hall double hauteur de shellstone du Texas, de bronze foncé, de teck brun, et d'un plancher de granit rose et gris. Au-delà, Johnson a conçu cinq galeries d'exposition d'art de taille égale. En mezzanine, il a placé cinq salles semblables avec bibliothèque et bureaux ; aujourd'hui elles servent de galeries aux expositions temporaires, chacune avec un balcon qui donne au-dessus du hall principal. Le dernier espace est consacré aux sculptures et grandes peintures.
Bien que le musée ait été au début conçu comme petite structure commémorative, ses collections se sont développées rapidement, et l'établissement a bientôt eu besoin d'espace additionnel. En 1964, seulement trois ans après l’ouverture du musée, une extension de plus de 4 000 m2 a été faite pour fournir l'espace pour des bureaux, une librairie, une bibliothèque de recherches, et une chambre forte de stockage d’art en sous-sol. Joseph R. Pelich (1894-1968), architecte associé au bâtiment original, a mené à bien les travaux en consultant Johnson pour assurer la compatibilité avec la vision architecturale originale.
Le musée a eu une autre addition de 11 000 m2, conçue par Johnson et son associé, John Burgee (B. 1933), en 1977 ; à la jonction du boulevard de Bowie de camp et de l'avenue de Lancaster, en incluant plus de bureaux, chambre forte de stockage, une bibliothèque considérablement augmentée, et une salle de 105 places.
Ces nouvelles additions, cependant, n'ont pas suivi l'expansion des collections et des programmes du musée de Carter d'Amon. Le 17 novembre 1998, les administrateurs ont annoncé le projet d’augmenter le musée pour fournir trois fois l'espace existant d’exposition. Philip Johnson était à l'avant-garde de la conception, donnant au bâtiment un ensemble unique de son travail, un projet qu’il a appelé « le bâtiment de ma carrière. » 
Le musée fermé au public en août 1999, a été rouvert au public le 21 octobre 2001. Le bâtiment 1961 était maintenu et rénové, les additions antérieurs de (1964 et 1977) ont été enlevées et remplacées par une structure bien plus grande. La taille globale du musée a augmenté de presque 15 000 m2.
Une zone culturelle a grandi autour du musée avec des établissements voisins, comme le musée d'art Kimbell (1969-1972) de Louis I. Khan et le musée d'art moderne (2002) de Tadao Ando.

## Collections
Le musée contient plus de 2 300 photographies de Clara Sipprell.

### Œuvres remarquables

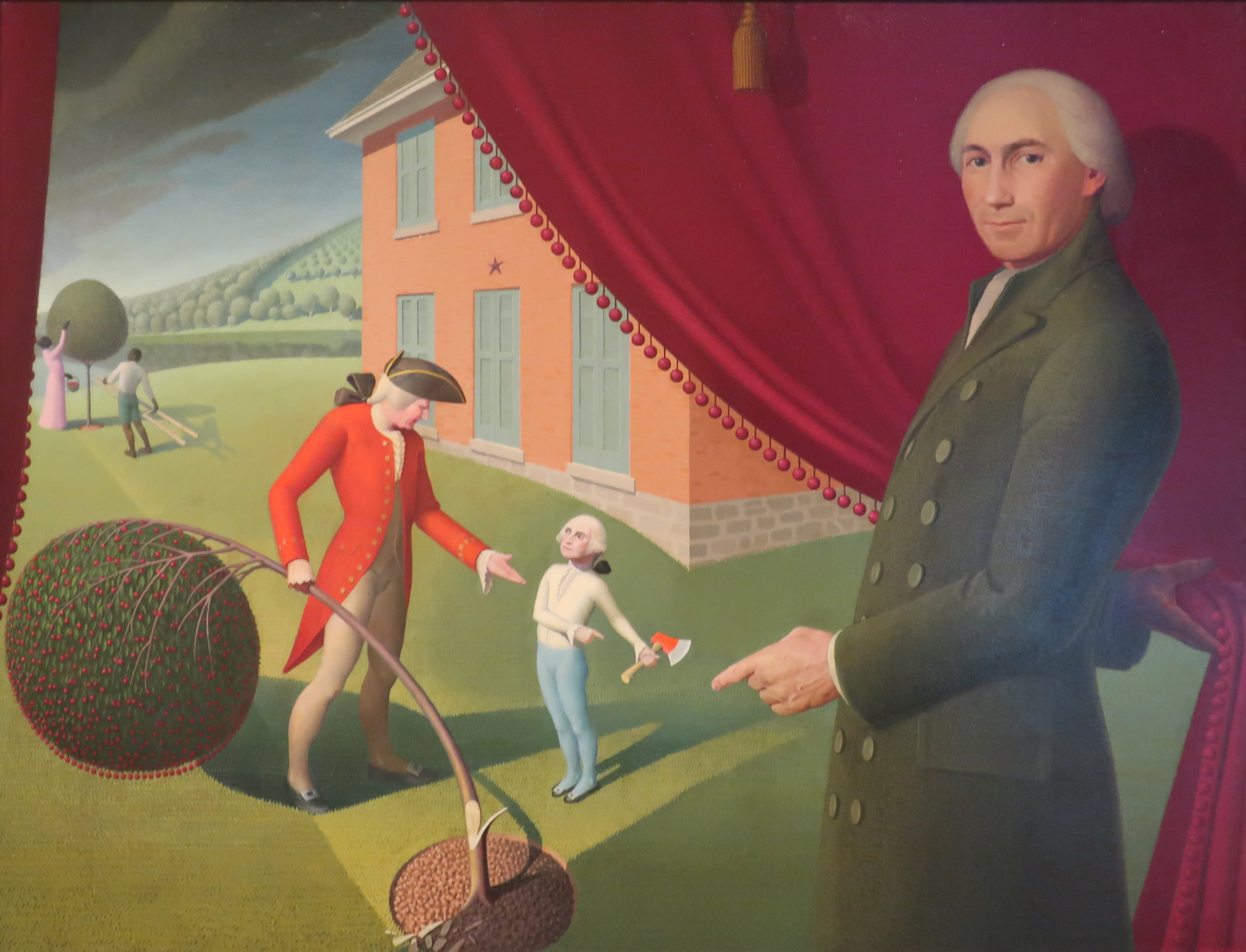
La Fable de Parson Weems, de Grant Wood.

- Thomas Eakins, The Swimming Hole, 1884-1885.
- Frederic Remington, A Dash for the Timber, 1889.
- Grant Wood, La Fable de Parson Weems, 1939.